# Doryrhamphus chapmani
Doryrhamphus chapmani är en fiskart som först beskrevs av Earl Stannard Herald 1953.  Doryrhamphus chapmani ingår i släktet Doryrhamphus och familjen kantnålsfiskar. Inga underarter finns listade i Catalogue of Life.